# ネーシャヴェトリル地熱発電所
ネーシャヴェトリル地熱発電所（ネーシャヴェトリルちねつはつでんしょ、アイスランド語: Nesjavallavirkjun、アイスランド語発音: [ˈnɛːsjaˌvatlaˌvɪr̥cʏn]）は、アイスランドの地熱発電所。レイキャヴィーク市街の東30キロメートル、国立公園のシングヴェトリルやヘインギットルの近くに位置する。標高は177メートル。ONパワーが発電所の所有・運営を行っている。
ネーシャヴェトリル地域を地熱発電や温水供給に利用する計画は1947年に開始され、地熱発電の潜在能力を評価するためボーリング坑が掘削された。調査活動が1965年から1986年まで続いたのち、1987年にプラントの建設が開始され、1990年5月に定礎が行われた。出力は120メガワットで、82℃から85℃の熱湯を毎秒1100リットル、大レイキャヴィークに供給している。

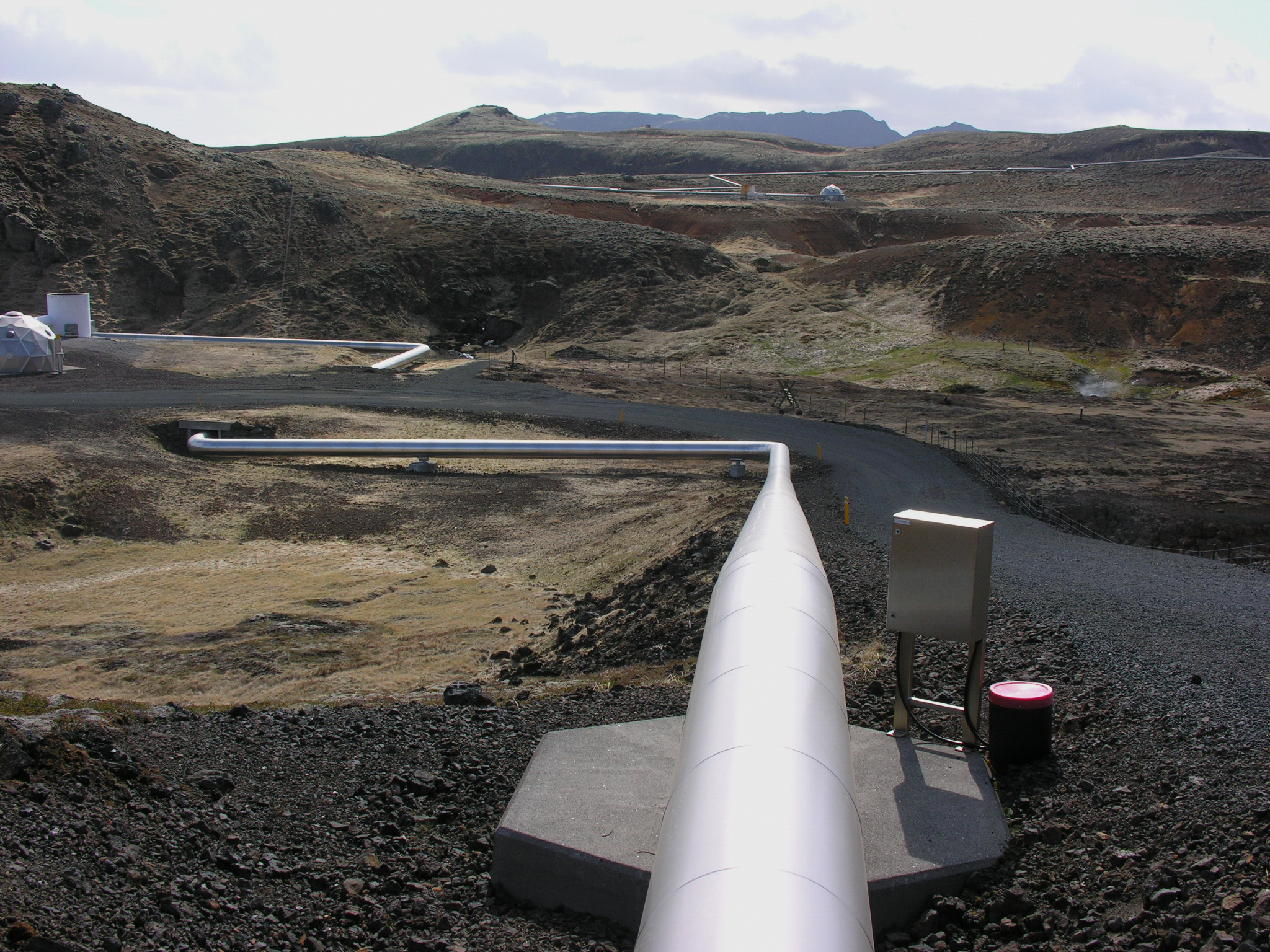
発電所内を通る導水路